# Litauisches Nationaltheater

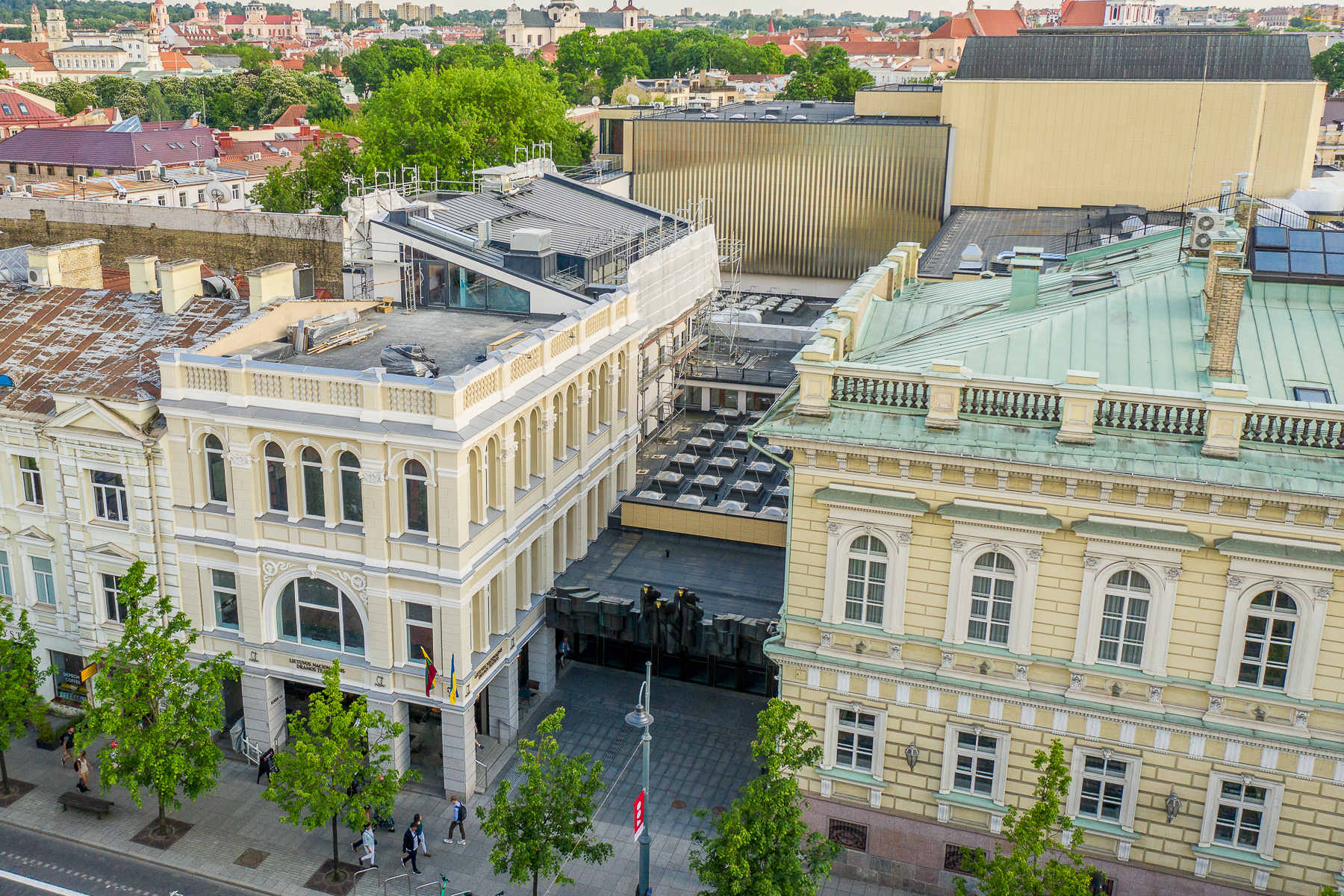

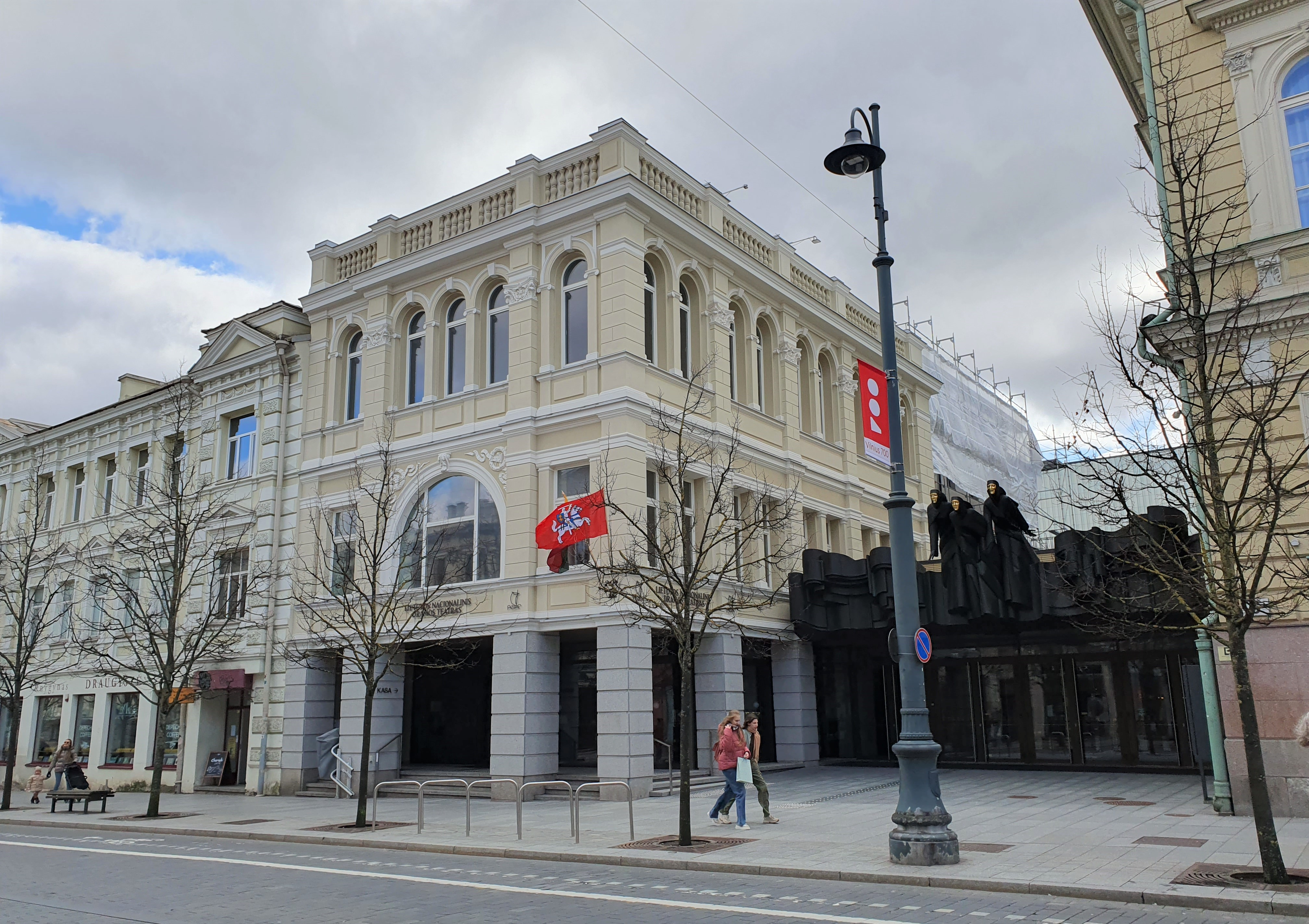

Das Litauische Nationaltheater (lit. Lietuvos nacionalinis dramos teatras) ist ein staatliches Theater in der litauischen Hauptstadt Vilnius. Der Theatergründer ist das Kulturministerium Litauens. Das Theater befindet sich im Zentrum der Stadt, in der Altstadt Vilnius. Es wurde 1940 gegründet.
Die erste Aufführung war  „Hoffnung“ von Herman Heijermans (1864–1924) am 6. Oktober 1940 (Regie Romualdas Juknevičius).

## Namen
- 1940: Vilniaus valstybės (valstybinis) teatras
- 1941: Vilniaus miesto teatras
- 1944: Vilniaus valstybinis dramos teatras
- 1947: LTSR valstybinis dramos teatras
- 1955: LTSR valstybinis akademinis dramos teatras
- 1990: Lietuvos valstybinis akademinis dramos teatras
- seit 1998: Lietuvos nacionalinis dramos teatras

## Leiter
- 1940–1944 und 1953–1954: Romualdas Juknevičius
- 1944–1948: Borisas Dauguvietis
- 1948–1954: Petras Zulonas
- 1954–1966: Juozas Rudzinskas
- 1966–1989: Henrikas Vancevičius
- 1989–1995: Jonas Vaitkus
- 1995–1999: Rimas Tuminas
- 1999–2000: Faustas Latėnas
- 2000–2005: Vytautas Rumšas
- 2005–2010: Adolfas Večerskis
- seit 2010: Martynas Budraitis

## Regie
- Anželika Cholina (* 1970)
- Borisas Dauguvietis
- Oskaras Koršunovas (* 1969)
- Gytis Padegimas
- Rimas Tuminas
- Jonas Vaitkus
- Gintaras Varnas

## Schauspieler
- Regimantas Adomaitis (1937–2022)
- Dalia Michelevičiūtė
- Vytautas Rumšas